# Союз латышских националистов
Союз латышских националистов (латыш. Latviešu nacionālistu savienība) был организацией подпольного движения сопротивления, действовавшего во время немецкой оккупации Латвии. Идеологическим лидером СЛН был Арнольдс Чаупалс, студент классической филологии (прозвище Вилкс), Станиславс Барканс, секретарь и представитель Латгальского региона. СЛН издает нелегальную газету Tautas Balss, главой которой является Артурс Каминскис. Помимо газеты Каминскиса, в редколлегию вошли А. Чаупалс, студентка романской филологии Иева Биргере (Ласе), Р. Янсонс и другие.

## Формирование и работа
Ядро Латвийского националистического союза (СЛН) было сформировано во время первой советской оккупации, в основном путем распространения машинописных прокламаций. СЛН была сформирована как более широкая организация в первые месяцы немецкой оккупации. Торжественное собрание состоялось 10 ноября 1941 года в квартире полицейского Эдуарда Медниса в Риге, на улице Юмурдас. После учредительного собрания 18 ноября члены организации возложили на Рижском Братском кладбище венок с красно-бело-красной лентой и названием организации.
СЛН была относительно обширной структурой. Отдел внешних связей возглавил студент-богослов Артурс Каминскис (прозвище Калнс). Его задачей было поддерживать связь с другими национальными организациями сопротивления. Департамент Пропаганды возглавил Валерийc Гейданс-Клява. Было две военные группы - группа под руководством Альберта Дуллиса собирала оружие (эта группа состояла в основном из сотрудников Рижского 12-го полицейского участка, и группа была тесно связана с представителями латвийских полицейских батальонов), и стражи Союза, в основном, 6-го полицейского участка, Рижское отделение полиции, которым руководил Вилис Рутка, охранявшее типографию нелегальной газеты. Женский комитет возглавила Марта Медне.
До июля 1942 года в контакте с СЛН действовало много других, небольших подпольных групп, которые были созданы в Рижской городской детской больнице, школе медсестер Красного Креста, АО «Вайрогс», на филологическом факультете Латвийского университета, Рижской государственной технической школе, машиностроительном заводе «Metālists», а также в провинции - в Добеле. У СЛН были контакты с Константином Чаксте, Альфредом Валдманом, Адольфом Кливсом, Джеймсом Раудзиньшем и другими общественными работниками.

## Разрушение
В целях конспирации члены СЛН обычно не знали настоящих имен друг друга, а также своего места в структуре СЛН. Многие из них познакомились друг с другом позже, во время заключения. Однако немецкой полиции безопасности постепенно удалось выследить СЛН. В марте 1942 г. арестован В. Павловскис, в мае - Б. Лочс, а в июле - А. Берзиньш. Самые крупные аресты произошли 14 ноября 1942 г., когда были арестованы А.Чаупала, С.Барканс, А.Каминский и многие другие представители СЛН. Альберт Дулл, лидер военной группы СЛН, был арестован немецкой полицией безопасности только после взаимной перестрелки в ночь с 20 на 21 декабря 1942 года, когда он получил четыре огнестрельных ранения в ноги и один в голову.
Арестованные члены СЛН содержались в главном здании СД на улице Реймерса 1 в Риге, затем были переведены в Центральную тюрьму и концлагерь Саласпилс. Известно, что часть членов СЛН была освобождена, других отправили служить в Латышский легион, других отправили в концентрационные лагеря Штуттгоф, Маутхаузен и Дахау.
Остальные члены СЛН начали новое нелегальное издание - Lāčplēsis.

## Дальнейшая судьба участников
С сентября 1944 года по март 1945 года Альбертс Дуллис находился в концентрационном лагере Штуттгоф и после освобождения подвергся советской фильтрации. 5 мая 1945 года его призвали в Красную Армию. Вернувшись в Латвию в 1946 году, он весил всего 46 килограммов. После войны он жил в Вентспилсе, где много лет был председателем Даугавского спортивного общества.
После ареста Виллиса Руткса пытали, но он заверил следователей, что последний номер газеты был сожжен в последнюю минуту. Фактически, двое из его сотрудников сделали это только после ареста Руткса. Виллис Руткс был заключен в концлагерь Дахау дважды: в 1944 году как нацистский пленник и после войны как американский военнопленный.
Члены СЛН Иева Биргер (Ласе), Эрна Бриньке, Олга Драгуна, Николай Лиепиньш, Екабс Трушиньш и Оттомарс Верлис были после войны повторно репрессированы советскими спецслужбами.
Иева Биргере (Ласе), заключенная немцами в концлагерь Саласпилс, была арестована в 1951 году за участие во Французской группе.

## Внешние ссылки
- Союз латвийских националистов, Historia.lv
- Умер Вилис Руткс, участник движения сопротивления во время немецкой оккупации, LA.lv